# Hoofdklasse hockey dames 1985/86
Het seizoen 1985/86 is de 5de editie van de dameshoofdklasse waarin onder de KNHB-vlag om het Nederlands kampioenschap hockey werd gestreden. 
In het voorgaande seizoen zijn GHBS en Laren gedegradeerd. Hiervoor kwamen Klein Zwitserland en Push in de plaats.
HGC werd landskampioen, nieuwkomers Klein Zwitserland en Push degradeerden rechtstreeks.

## Eindstand
Na 22 speelronden was de eindstand:
| #  | Club              | GS | W  | G | V  | P  | DV      | DT      | DS  |
| -- | ----------------- | -- | -- | - | -- | -- | ------- | ------- | --- |
| 1  | HGC               | 22 | 17 | 3 | 2  | 37 | 73 - 20 | 73 - 20 | +53 |
| 2  | Hilversum         | 22 | 17 | 3 | 2  | 37 | 73 - 22 | 73 - 22 | +51 |
| 3  | Amsterdam         | 22 | 16 | 2 | 4  | 34 | 93 - 18 | 93 - 18 | +75 |
| 4  | HDM               | 22 | 11 | 5 | 6  | 27 | 37 - 34 | 37 - 34 | +3  |
| 5  | Were Di           | 22 | 8  | 8 | 6  | 24 | 37 - 39 | 37 - 39 | -2  |
| 6  | Upward            | 22 | 10 | 4 | 7  | 24 | 40 - 44 | 40 - 44 | -4  |
| 7  | Rotterdam         | 22 | 7  | 9 | 6  | 23 | 37 - 34 | 37 - 34 | +3  |
| 8  | EMHC              | 22 | 6  | 8 | 8  | 20 | 37 - 53 | 37 - 53 | -16 |
| 9  | Oranje Zwart      | 22 | 5  | 4 | 13 | 14 | 23 - 44 | 23 - 44 | -21 |
| 10 | MOP               | 22 | 3  | 1 | 18 | 7  | 31 - 50 | 31 - 50 | -19 |
| 11 | Klein Zwitserland | 22 | 3  | 1 | 18 | 7  | 16 - 70 | 16 - 70 | -54 |
| 12 | Push              | 22 | 2  | 0 | 20 | 4  | 15 - 84 | 15 - 84 | -69 |

### Legenda
| Afk.              | Betekenis                                                |
| ----------------- | -------------------------------------------------------- |
| GS                | aantal gespeelde wedstrijden                             |
| W                 | aantal gewonnen wedstrijden                              |
| G                 | aantal gelijk gespeelde wedstrijden                      |
| V                 | aantal verloren wedstrijden                              |
| P                 | totaal aantal punten                                     |
| DV                | aantal gemaakte doelpunten                               |
| DT                | aantal doelpunten tegen                                  |
| DS                | doelsaldo                                                |
| HGC               | Landskampioen HGC plaatst zich voor de Europacup I 1987  |
| Klein Zwitserland | Klein Zwitserland en Push zijn rechtstreeks gedegradeerd |

Nederlands landskampioenschap

1921/22 ·
1922/23 ·
1923/24 ·
1924/25 ·
1925/26 ·
1926/27 ·
1927/28 ·
1928/29 ·
1929/30 ·
1930/31 ·
1931/32 ·
1932/33 ·
1933/34 ·
1934/35 ·
1935/36 ·
1936/37 ·
1937/38 ·
1938/39 ·
1939/40 ·
1940/41 ·
1941/42 ·
1942/43 ·
1943/44 ·
1944/45 ·
1945/46 ·
1946/47 ·
1947/48 ·
1948/49 ·
1949/50 ·
1950/51 ·
1951/52 ·
1952/53 ·
1953/54 ·
1954/55 ·
1955/56 ·
1956/57 ·
1957/58 ·
1958/59 ·
1959/60 ·
1960/61 ·
1961/62 ·
1962/63 ·
1963/64 ·
1964/65 ·
1965/66 ·
1966/67 ·
1967/68 ·
1968/69 ·
1969/70 ·
1970/71 ·
1971/72 ·
1972/73 ·
1973/74 ·
1974/75 ·
1975/76 ·
1976/77 ·
1977/78 ·
1978/79 ·
1979/80 ·
1980/81
Hoofdklasse dames

1981/82 · 
1982/83 · 
1983/84 · 
1984/85 · 
1985/86 · 
1986/87 · 
1987/88 · 
1988/89 · 
1989/90 · 
1990/91 · 
1991/92 · 
1992/93 · 
1993/94 · 
1994/95 · 
1995/96 · 
1996/97 · 
1997/98 · 
1998/99 · 
1999/00 · 
2000/01 · 
2001/02 · 
2002/03 · 
2003/04 · 
2004/05 · 
2005/06 · 
2006/07 · 
2007/08 · 
2008/09 · 
2009/10 · 
2010/11 · 
2011/12 · 
2012/13 ·
2013/14 ·
2014/15 ·
2015/16 ·
2016/17 ·
2017/18 ·
2018/19 ·
2019/20 ·
2020/21 ·
2021/22 ·
2022/23 ·
2023/24 ·
2024/25 ·
Nederlandse competities: Hoofdklasse (zaal) · Promotieklasse · Overgangsklasse · Eerste klasse · Tweede klasse · Derde klasse · Vierde klasse · Gold Cup · Silver Cup

Nederlands kampioenschap: Lijst van Nederlandse landskampioenen hockey · Lijst van Nederlandse landskampioenen zaalhockey

Europese competities: Euro Hockey League · Europacup I · Europa Cup II · Europacup zaalhockey